# Daniel Rossen
Daniel Rossen, född 5 augusti 1982 i Los Angeles, USA, är gitarrist och sångare i gruppen Grizzly Bear. Han är också en del av duon Department of Eagles.
Han flyttade till New York från Los Angeles för att gå på New York University.